# Glycophorine

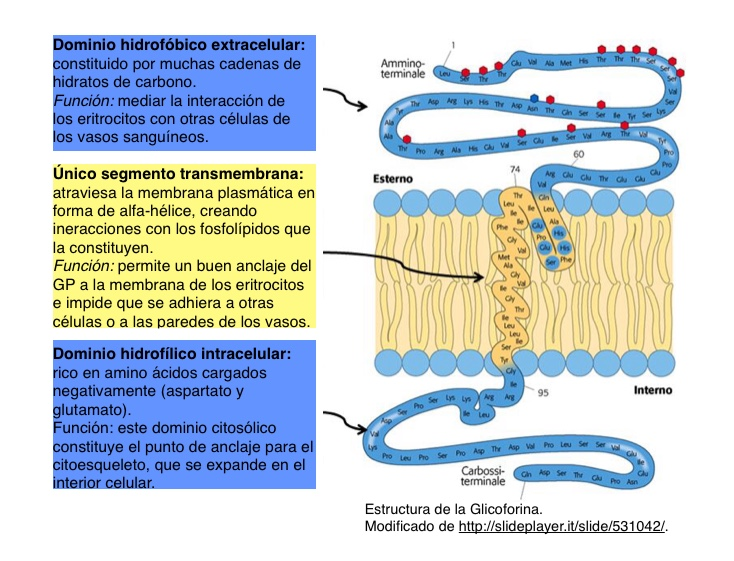
En esta imagen se puede observar la estructura de una proteína integral de las membranas plasmáticas de los eritrocitos humanos, la glicoforina. Vemos que está compuesta por 3 dominios y que cada uno de ellos tiene una función clave para asegurar el buen funcionamiento de esta proteína.

Glycophorine est un terme générique désignant une famille de glycoprotéines, porteuses de nombreuses chaines osidiques, d'où leur nom de porteuses de glucides (du grec glyco- : γλυκύς doux (saveur, odeur), et phor- : φορός, όν qui porte en avant, qui pousse).
Chez l'Homme, quatre glycophorines ont été isolées de la membrane des érythrocytes.  Les glycophorines A, B, C, et D sont des protéines transmembranaires (un unique passage membranaire, hélice alpha), glycosylées, terminaison NH2 externe et COOH intracytoplasmique. Les glycophorines A et B, chromosome 4 (4q28-q31), portent les antigènes de groupe sanguin MNS, système 002 de la nomenclature de l'ISBT. Les glycophorines C et D, chromosome 2 (2q14-q21), portant les antigènes du groupe sanguin Gerbich, système 020. Nous ne savons pas si le gène GYPE, très fortement lié aux gènes GYPA et GYPB s'exprime.

## Structure
Glycophorine A, OMIM (en) 111300 (en) : 131 AA, domaine extracellulaire N-terminal de 72 AA, intramembranaire de 23 AA, C-terminal intracytoplasmique de 36AA. 15 sites de O-glycosylation et 1 site de N-glycosylation extracellulaire. Il y a environ 106 molécules de GPA sur un érythrocyte. La GPA porte les antigènes M (MNS1) ou N (MNS2).
Glycophorine B, OMIM (en) 111740 (en) : 72 AA, domaine extracellulaire N-terminal de 44 AA, intramembranaire de 20 AA, C-terminal intracytoplasmique de 8 AA seulement. 11 sites de O-glycosylation extracellulaire. Il y a de 1,7 à 2,5 105 molécules de GPB sur un érythrocyte. La GPB porte les antigènes S (MNS3) ou s (MNS4), et U (MNS5).
Gène GYPE, OMIM (en) 138590 (en) : Le gène GYPE, présent dans toutes les populations humaines, pourrait produire une glycophorine E, protéine de 59 AA, domaine extracellulaire N-terminal de 33 AA, intramembranaire de 21 AA, C-terminal intracytoplasmique de 5 AA seulement. 11 sites possibles de O-glycosylation extracellulaire. Les 26 premiers AA N-terminaux (SSTTGVAMHT STSSSVTKSY ISSQTN....) seraient identiques à la séquence de la glycophorine A(M). Nous le savons toujours pas si le gène GYPE s'exprime, et la présence de glycophorine GPE attendue et suspectée par certains auteurs, n'est pas démontrée sur l'érythrocyte. Il n'y a pas d'ARN messager détectable dans la lignée érythrocytaire.
Glycophorine C, OMIM (en) 110750. Les glycophorines C et D  portent les antigènes du système de groupe sanguin Gerbich, système 020 de la nomenclature de l'ISBT.
Glycophorine D, OMIM (en) 110750. La GPD est produite par le même gène que la GPC, d'où la même référence OMIM.

## Fonction
L'importante glycosylation des glycophorines fait penser que leur fonction principale consiste à former le glycocalyx et à participer au potentiel zêta évitant l'agrégation spontanée des érythrocytes. En effet, leur charge en acide sialique (qui est un ose, acide N-acétylneuraminique) apporte beaucoup de radicaux carboxyliques électronégatifs. Cette fonction est d'ailleurs attestée par le fait que le groupe sanguin Ena- (MNS:-28) dû à une absence de GPA, ou l'hétérozygotie MK, causant un déficit en GPA et GPB, entraînent une agglutinabilité de ces hématies par des anticorps dits incomplets de type IgG (anti-D, par exemple) incapables d'agglutiner à eux seuls des hématies normales.